# Abd ar-Razzaq Muhyi ad-Din

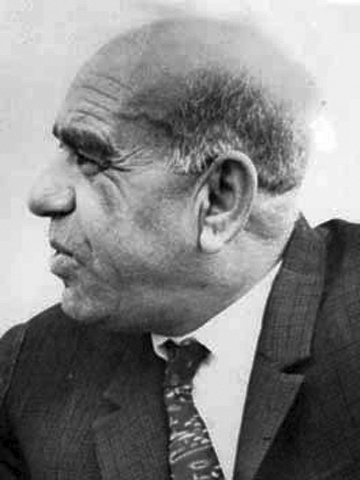
Abd ar-Razzaq Muhyi ad-Din (1910-1983) galt als einer der bedeutendsten irakischen Dichter

Abd ar-Razzaq Muhyi ad-Din (arabisch عبد الرزاق محيي الدين, DMG ʿAbd ar-Razzaq Muḥyī ad-Dīn; * 1910 in Nadschaf, damals Osmanisches Reich; † 27. April 1983 in Bagdad, Irak) gelegentlich auch als Abdel Razzak Mohieddin oder Abdul Razzaq Muhieddin transkribiert, war ein irakischer Literaturwissenschaftler und panarabischer Politiker.

## Dichter
Abd ar-Razzaq Muhyi ad-Dins schiitische Vorfahren waren im 18. Jahrhundert aus dem Südlibanon in den Irak eingewandert. Ab 1933 studierte er an der Universität Kairo die Geschichte der arabischen Sprache, Literatur und islamisches Recht, wofür er 1937 seinen Bachelor erhielt. Zurück im Irak wurde er Lehrer und erhielt eine Anstellung im Bildungsministerium.
Von 1944 an setzte er in Kairo sein Studium der Literaturwissenschaft fort, erhielt 1948 seinen Masterabschluss für eine Arbeit über Abu Hayyan und wurde Assistenzprofessor bzw. Dozent an der Pädagogischen Hochschule in Bagdad. Ab 1954 wieder an der Uni Kairo, promovierte er 1956 über Murtadha und wurde daraufhin Dekan der Pädagogischen Hochschule in Bagdad.
Nach der Revolution vom Februar 1963 wurde Abd ar-Razzaq Muhyi ad-Din Vizepräsident der Universität Bagdad sowie Mitglied der Irakischen Akademie der Wissenschaften und 1965 schließlich deren Präsident. Darüber hinaus wurde er auch Mitglied der jeweiligen Akademie der Arabischen Sprache in Kairo (1966), Damaskus (1973) und Amman (1978).

## Minister
Im Rahmen der zwischen dem ägyptischen Präsidenten Gamal Abdel Nasser und dem irakischen Präsidenten Abd as-Salam Arif vereinbarten schrittweisen Verschmelzung ihrer Staaten zu einer neuen Vereinigten Arabischen Republik wurde Abd ar-Razzaq Muhyi ad-Din 1964 der für die Unionsangelegenheiten verantwortliche Minister im irakischen Kabinett Tahir Yahyas. Dieses Ministeramt behielt er auch in den folgenden Kabinetten Arif Abd ar-Razzaq und Abd ar-Rahman al-Bazzaz bei. Zudem war er seit 1964 auch Generalsekretär der als gemeinsame ägyptisch-irakische Übergangsregierung vorgesehenen Vereinigten Politischen Führung.
Abd ar-Razzaq Muhyi ad-Din organisierte das Büro seines Sekretariats in Kairo, doch das Vereinigungsprojekt kam über seine Anfangsschwierigkeiten nicht hinaus. Nach wiederholten nasseristischen Putschversuchen (September 1965, Oktober 1965, Juli 1966), dem Tod Arifs (April 1966) und innenpolitischen Machtkämpfen im Irak fiel er im August 1966 einer Regierungsumbildung zum Opfer, im neuen Kabinett Nadschi Talibs wurde zudem das Unionsministerium abgeschafft bzw. zu einem Staatsministerium für (allgemeine) arabische Einheit herabgestuft. Die erneute Berufung Abd ar-Razzaq Muhyi ad-Din als Unionsminister in ein neues Kabinett Tahir Yahya von Mai 1967 bis April 1968 führte zu keiner Wiederbelebung des Projekts.

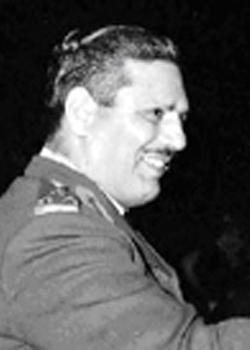
Die Putschversuche des nasseristischen Premiers ar-Razzaq trugen mit zum Scheitern des Unionsprojekts bei
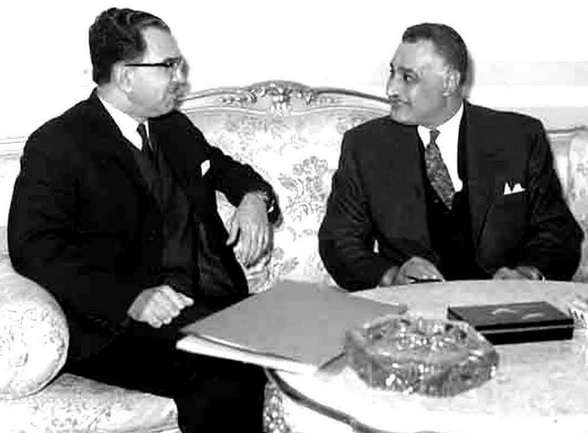
Noch im Februar 1966 äußerten sich Nasser und al-Bazzaz (li.) zufrieden über den Stand des Einigungsprozesses
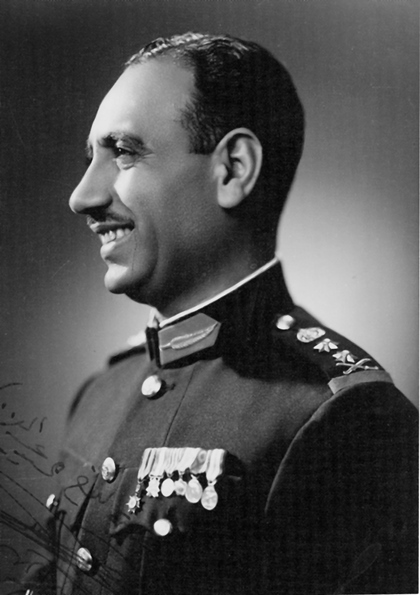
Mit Arif starb im April 1966 das Unionsprojekt, auch wenn Muhyi ad-Din 1967-1968 nochmals Unionsminister war

Nach der irakischen Julirevolution von 1968 blieb Abd ar-Razzaq Muhyi ad-Din der Politik fern, 1979 wurde er als Präsident der Akademie der Wissenschaften abberufen. Nachdem der im April 1983 inzwischen 73-Jährige nur wenige Stunden nach einem Treffen mit dem Präsidenten Saddam Hussein in Ohnmacht gefallen und wenige Tage darauf gestorben war, verbreitete sein Sohn Zuhair Muhyi ad-Din das Gerücht, Abd ar-Razzaq sei mit Thallium vergiftet worden.